# فرودگاه چلاس
فرودگاه چلاس (به انگلیسی: Chilas Airport) یک فرودگاه همگانی با کد یاتا CHB است که یک باند فرود سنگفرش دارد و طول باند آن ۱۳۷۲ متر است. این فرودگاه در کشور پاکستان قرار دارد و در ارتفاع ۱۲۶۵ متری از سطح دریا واقع شده‌است.